# Marti Noxon

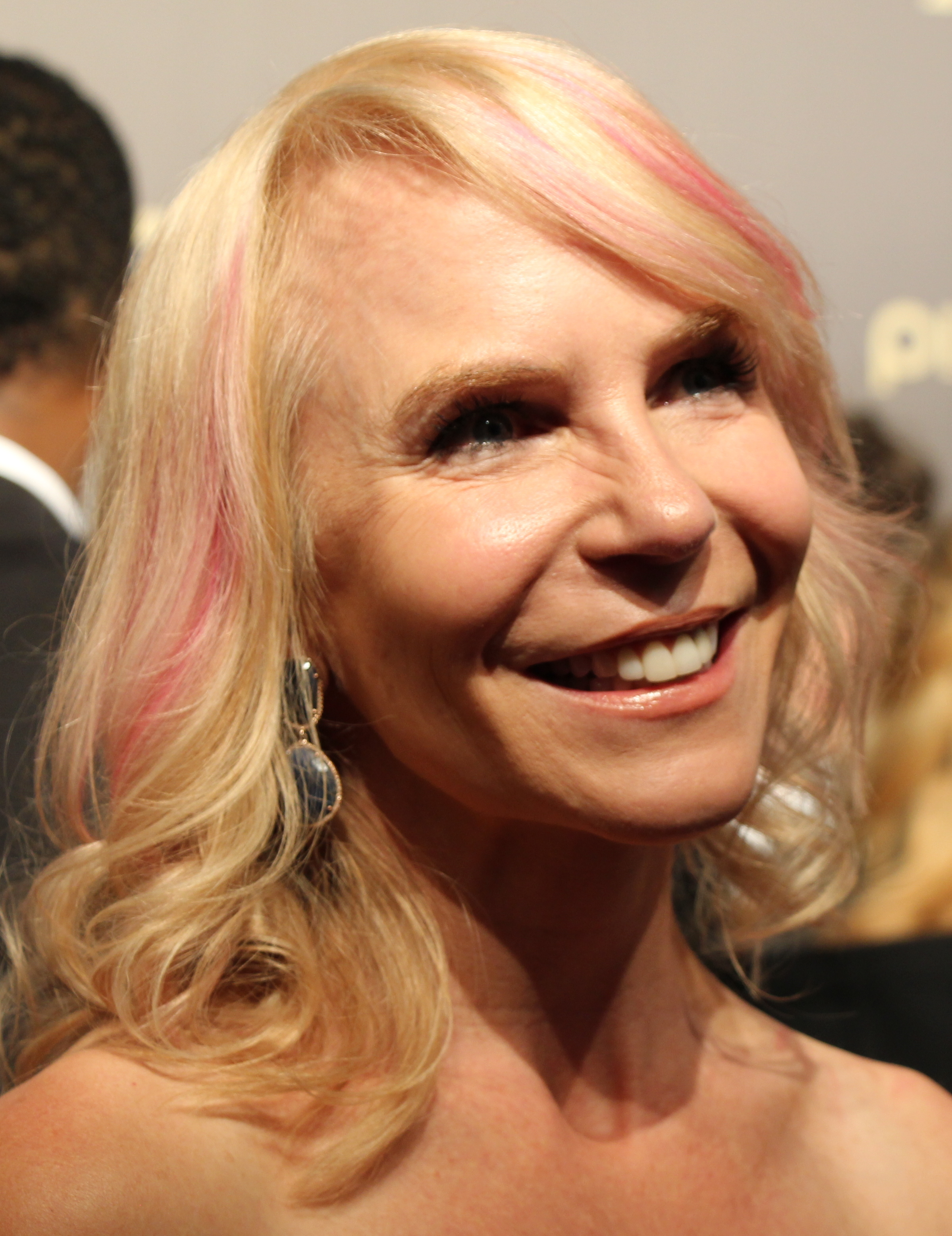
Marti Noxon

Marti Noxon (* 25. August 1964 in Los Angeles) ist eine US-amerikanische Drehbuchautorin.

## Leben
Marti Noxon ist die Tochter des Dokumentarfilmers Nicolas Noxon und Enkeltochter der Künstlerin Betty Lane (1907–1996). Sie studierte bis 1987 Theaterwissenschaften an der University of California, Santa Cruz und schrieb danach einige Theaterstücke. 1997 kam sie zum Autorenteam von Buffy – Im Bann der Dämonen, wo sie 24 Folgen schrieb und auch als Executive Producerin tätig wurde.
2014 schuf sie die Serie Girlfriends’ Guide to Divorce und 2015 die Drama-Serie UnREAL.
2018 setzte sie nach Buchvorlagen die Miniserien Sharp Objects und Dietland um.

## Filmografie (Auswahl)
- 1997–2002: Buffy – Im Bann der Dämonen (Buffy the Vampire Slayer, Fernsehserie, 24 Folgen)
- 1998: Männer ticken anders (Just a Little Harmless Sex)
- 2005–2006: Point Pleasant (Fernsehserie, 3 Folgen)
- 2010–2011: Gigantic (Fernsehserie, 3 Folgen)
- 2011: Fright Night
- 2011: Ich bin Nummer Vier (I Am Number Four)
- 2014–2018: Girlfriends’ Guide to Divorce (Fernsehserie, 9 Folgen)
- 2017: To the Bone
- 2018: Sharp Objects (Fernsehserie, 8 Folgen)
- 2018: Dietland (Fernsehserie, 10 Folgen)